# James Madio
James Madio (New York, 22 novembre 1975) è un attore statunitense.

## Biografia
Nato nel borough del Bronx, a New York nel 1975 da Gerard e Nancee, è il primo di sette fratelli. Ha fatto il suo debutto cinematografico a 15 anni nel film Hook - Capitan Uncino, mentre successivamente ha partecipato come doppiatore al film Shark Tale. Nel 1993 ha vinto uno Young Artist Award insieme a vari membri giovani come "miglior cast giovane" per Hook - Capitan Uncino.

## Filmografia parziale

### Attore

#### Cinema
- Hook - Capitan Uncino (Hook), regia di Steven Spielberg (1991)
- Eroe per caso (Hero), regia di Stephen Frears (1992)
- Mac, regia di John Turturro (1992)
- Ritorno dal nulla (The Basketball Diaries), regia di Scott Kalvert (1995)
- Inserzione pericolosa 2 (Single White Female 2: The Psycho), regia di Keith Samples (2005)
- Love Lies Bleeding - Soldi sporchi (Love Lies Bleeding), regia di Keith Samples (2008)
- Kick-Ass, regia di Matthew Vaughn (2010)
- Jersey Boys, regia di Clint Eastwood (2014)
- Boon, regia di Derek Presley (2022)

#### Televisione
- Band of Brothers - Fratelli al fronte (Band of Brothers) – miniserie TV, 9 puntate (2001)
- Castle - serie TV, episodio 5x20 (2013)
- Perception – serie TV, episodio 3x10 (2015)
- The Offer – miniserie TV, 5 puntate (2022)
- The Penguin, regia di Craig Zobel, Helen Shaver, Kevin Bray e Jennifer Getzinger – miniserie TV, puntate 1-2-4 (2024)

### Doppiatore
- Shark Tale, regia di Bibo Bergeron e Vicky Jenson (2004) - voce

## Doppiatori italiani
Nelle versioni in italiano delle opere in cui ha recitato, James Madio è stato doppiato da:
- Rossella Acerbo in Hook - Capitan Uncino
- Marco Vivio in Eroe per caso
- Francesco Pezzulli in Ritorno dal nulla
- Luigi Rosa in USA High
- Roberto Gammino in Band of Brothers - Fratelli al fronte
- Nanni Baldini in Cold Case - Delitti irrisolti
- Enrico Chirico in Castle
- Luigi Ferraro in Perception
- Marco Baroni in Blue Bloods
- Raffaele Palmieri in Boon
- Luciano Roffi in The Offer
- Alberto Bognanni in The Penguin